# Kramat (Penawangan)
Kramat is een bestuurslaag in het regentschap Grobogan van de provincie Midden-Java, Indonesië. Kramat telt 2912 inwoners (volkstelling 2010).